# Ernest Rogez
Ernest Rogez   (Tourcoing, 16 de març de 1908 - Armentières, 24 de març de 1986) va ser un waterpolista francès que va competir durant la dècada de 1920.
El 1928 va prendre part en els Jocs Olímpics d'Amsterdam, on va guanyar la medalla de bronze en la competició de waterpolo.